# Бранчвил (Алабама)
Бранчвил (енгл. Branchville) био је град у америчкој савезној држави Алабама. По попису становништва из 2000. у њему је живело 825 становника. Град је 2007. припојен оближњем Оденвилу.

## Демографија
Према попису становништва из 2000. у тадашњем граду је живело 825 становника.
| Група             | 2000.       |
| Белци             | 788 (95,5%) |
| Афроамериканци    | 3 (0,4%)    |
| Азијати           | 0 (0,0%)    |
| Хиспаноамериканци | 16 (1,9%)   |
| Укупно            | 825         |